# Cichlisuite
Cichlisuite è un EP del duo di musica elettronica britannico Autechre, pubblicato nel 1997.

## Tracce
1. Yeesland – 6:22
2. Pencha – 6:14
3. Characi – 7:23
4. Krib – 3:11
5. Tilapia – 6:14

## Formazione
- Sean Booth
- Rob Brown